# لور فيرنر
لور فيرنر هي دراجة بلجيكية، ولدت في 22 فبراير 1981 في بلجيكا.

## وصلات خارجية
- لور فيرنر على موقع الاتحاد الدولي للدراجات (الإنجليزية)
- لور فيرنر على موقع أرشيف الدراجات (الإنجليزية)
- لور فيرنر على موقع إحصائيات الدراجات الإحترافية (الإنجليزية)
- لور فيرنر على موقع نسبة الدراجات (الإنجليزية)